# Le Chœur du village
Le Chœur du village est une série documentaire française en 6 épisodes de 52 minutes qui a été tournée dans la commune de Peyrehorade dans les Landes. Elle est présentée par Frédérique Courtadon et co-produite par France Télévisions, 17 juin Média et Step by Step Productions, et a été diffusée les 15 et 22 avril 2013 à 20h45 sur France 3.

## Résumé
Les habitants de la commune de Peyrehorade dans les Landes se mobilisent pour la rénovation et transformation des anciens abattoirs de la commune en école de musique et de danse. Certains participent directement aux travaux tandis que d'autres tentent de récolter des fonds supplémentaires pour les travaux en constituant une chorale qui a donné un premier concert le 25 mai 2012 accompagnée par la chanteuse Basque Anne Etchegoyen. Cette chorale autour de laquelle s'articule l'émission est constituée de membres d'associassions Peyrehoradaises dont certains de la clique d'harmonie de Peyrehorade, des chorales "Lous Gaouyous" et "Orth'en sol" ou encore de bénévoles n'ayant jamais pratiqué de chant choral tels qu'un petit groupe d'élèves du Lycée professionnel Jean Taris dont chacun d'eux est parrainé par un membre de la chorale "Lous Gaouyous". L'émission se termine sur l'inauguration du bâtiment rénové.

## Déroulement du tournage
Ayant eu vent de l'idée de la création d'une chorale de bénévoles pour récolter des fonds afin de terminer les travaux des anciens abattoirs de la commune de Peyrehorade, Jean-Marie Leau, chef de chœur professionnel et compositeur de génériques TV, décide de mener cette idée plus loin que le projet de base et de médiatiser l'évènement afin de rassembler le plus de monde possible pour cette chorale qui sera ensuite nommée « Le chœur du village ». Ainsi, par des rencontres hasardeuses, Jean-Marie Leau rassemblera de plus en plus de bénévoles. Il sollicite d'abord la participation des chorales « Orth'en sol » et « Lous Gaouyous » toutes deux de Peyrehorade puis la clique d'harmonie de peyrehorade qui ont besoin de ces nouveaux locaux. Plus tard, lors d'un tournage durant un concert donné au Lycée professionnel Jean Taris, également sur la commune de Peyrehorade, il fait la rencontre des élèves de ce même établissement dont il apprécie l'état d'esprit. Il décide donc d'intégrer un groupe de 9 élèves de ce lycée à l'émission dont chacun sera associé à un membre de la chorale « Lous Gaouyous ». Ces participants répéteront la chanson Basque Hegoak avec la chanteuse basque Anne Etchegoyen durant deux semaines avant de l'interpréter durant un premier concert le 25 mai 2012 dans l'église de la commune de Peyrehorade en présence de Frédérique Courtadon. Par la suite, la chorale du « Chœur du village » a participé à un concert donné en l'honneur des 80 ans des fêtes de Bayonne le 25 juillet 2012 aux côtés de Anne Etchegoyen puis un concert final au Moulin de Bagat à Saint-Lon-les-Mines le 30 juillet 2012 toujours avec Anne Etchegoyen mais aussi avec Patrick Fiori. La nouvelle école de musique a été inaugurée par le maire de la commune de Peyrehorade le 4 août 2012 en présence de tous les participants à la chorale et aux travaux ainsi que des membres de la clique et harmonie municipale.